# Kibiwott Kandie
Kibiwott Kandie (né le 20 juin 1996) est un athlète kényan, spécialisé dans les courses de fond, ancien détenteur du record du monde du semi-marathon.

## Biographie

### Record du monde du semi-marathon (2020)
Vainqueur du semi-marathon de Prague en septembre 2020, Kandie termine deuxième des Championnats du monde de semi-marathon le 7 octobre en 58 min 54 s à Gdynia, en Pologne, derrière l'Ougandais Jacob Kiplimo. Le 6 décembre, il bat de 29 secondes le record du monde du semi-marathon à Valence en 57 min 32 s, dans une course qui voit quatre coureurs passer pour la première fois sous la barre des 58 minutes. Lors de cette course, Kandie devance le champion du monde du semi-marathon Jacob Kiplimo et le recordman du monde du 10 km route Rhonex Kipruto.  ce record est battu par Jacob Kiplimo en novembre 2021

## Palmarès
| Date | Compétition                            | Lieu           | Résultat | Épreuve       | Temps            |
| ---- | -------------------------------------- | -------------- | -------- | ------------- | ---------------- |
| 2020 | Semi-marathon de Ras el Khaïmah        | Ras el Khaïmah | 1er      | Semi-marathon | 58 min 58 s      |
| 2020 | Semi-marathon de Prague                | Prague         | 1er      | Semi-marathon | 58 min 38 s      |
| 2020 | Championnats du monde de semi-marathon | Gdynia         | 2e       | Semi-marathon | 58 min 54 s      |
| 2020 | Semi-marathon de Valence               | Valence        | 1er      | Semi-marathon | 57 min 32 s (RM) |
| 2022 | Jeux du Commonwealth                   | Birmingham     | 3e       | 10 000 m      | 27 min 20 s 34   |

## Records
| Épreuve       | Performance      | Date             | Lieu      |
| ------------- | ---------------- | ---------------- | --------- |
| 5 000 m       | 14 min 19 s 2    | 2 juin 2017      | Eldoret   |
| 10 000 m      | 28 min 28 s 0    | 27 février 2021  | Nairobi   |
| 10 km         | 26 min 51 s      | 3 octobre 2021   | Genève    |
| 15 km         | 42 min 59 s      | 31 décembre 2019 | São Paulo |
| Semi-marathon | 57 min 32 s (NR) | 6 décembre 2020  | Valence   |